# Oxyrhachis hoggarensis
Oxyrhachis hoggarensis är en insektsart som beskrevs av Boulard 1979. Oxyrhachis hoggarensis ingår i släktet Oxyrhachis och familjen hornstritar. Inga underarter finns listade i Catalogue of Life.